# Pista de Atletismo Darwin Piñeyrúa
La pista de Atletismo Darwin Piñeyrúa es la principal pista de atletismo de Montevideo y de Uruguay. Está situada en el Parque Batlle en el barrio homónimo, muy cerca del Estadio Centenario. Allí se desarrollan campeonatos nacionales de la Confederación Atlética del Uruguay. La misma fue construida donde anteriormente estaba el Estadio Parque Pereira, el cual era un estadio multiusos (preferentemente utilizado para partidos de fútbol) pasando a ser un escenario para atletismo como principal actividad.  
El Parque Pereira albergó 10 partidos de la Selección uruguaya de Futbol, entre ellos una Copa América de 1917 denominada en ese momento como Campeonato Sudamericano . Además se jugaron 13 clásicos del futbol Uruguayo, entre Nacional y Peñarol. 

## Referencias

Desfile infantil en la Pista Oficial de Atletismo (Montevideo, Uruguay). Década de 1920.